# Angličan (podcast)
Angličan byl sportovně zaměřený podcast z dílny Seznam Zpráv. Zabýval se převážně anglickou Premier League, občasně se věnoval Championship nebo tématům spojeným s českým fotbalem, jako například během volby předsedy FAČR nebo při Mistrovství Evropy ve fotbale 2020. Moderátorem podcastu byl Jiří Hošek, pravidelnými hosty pořadu byli Jaromír Bosák, Karel Häring, Luděk Mádl, Jindřich Šídlo nebo Karel Tvaroh. V anketě Podcast roku 2020 získal Angličan Cenu odborné poroty v oblasti sportu.
První díl vyšel 13. ledna 2020. Úspěšný pořad skončil neplánovaně v říjnu 2021 poté, co byl moderátor pořadu Jiří Hošek propuštěn ze Seznam Zpráv pro sexuální obtěžování kolegyň. Od ledna 2022 ho nahradil podcast Nosiči vody, vedený moderátorskou trojicí Bosák, Mádl a Tvaroh.

## Seznam dílů
| #   | Název                                                                                              | Moderátor     | Hosté                                    | Stopáž | Vydáno             |
| --- | -------------------------------------------------------------------------------------------------- | ------------- | ---------------------------------------- | ------ | ------------------ |
| 1   | Z čeho se skládá aktuální úspěch Liverpoolu                                                        | Jiří Hošek    | Karel Häring, Luděk Mádl                 | 24 min | 13. ledna 2020     |
| 2   | O potížistovi Pogbovi i pozadí krize Tottenhamu                                                    | Jiří Hošek    | Jaromír Bosák, Jindřich Šídlo            | 26 min | 20. ledna 2020     |
| 3   | O Kloppově boji s termíny a Guardiolových snech                                                    | Jiří Hošek    | Karel Häring, Luděk Mádl                 | 27 min | 27. ledna 2020     |
| 4   | Tresty pro fotbalové fanoušky – za rasismus i stažené kalhoty                                      | Jiří Hošek    | Luděk Mádl, Jindřich Šídlo               | 25 min | 10. února 2020     |
| 5   | Jak trest UEFA proškolí Manchester City a proč Matěj Vydra slaví jenom zřídka                      | Jiří Hošek    | Jaromír Bosák, Luděk Mádl                | 28 min | 17. února 2020     |
| 6   | Brexit „úplně natvrdo“ by Premier League zasadil těžkou ránu. A uškodil by i Čechům                | Jiří Hošek    | Karel Häring, Luděk Mádl                 | 25 min | 25. února 2020     |
| 7   | Přece jen poražený Liverpool a fenomén Alexander-Arnold neúprosným pohledem dat                    | Jiří Hošek    | Jaromír Bosák, Jakub Dobiáš              | 30 min | 2. března 2020     |
| 8   | Rudý Manchester a koronavirus, na který hráči zapomněli                                            | Jiří Hošek    | Karel Häring, Jindřich Šídlo             | 22 min | 9. března 2020     |
| 9   | Bláznivé varianty, jak spasit sezonu a Liverpoolu titul                                            | Jiří Hošek    | Jaromír Bosák, Luděk Mádl                | 30 min | 23. března 2020    |
| 10  | Premier League je silně návyková. Potřebujeme ji a ona nás                                         | Jiří Hošek    | Karel Häring, Jindřich Šídlo             | 27 min | 31. března 2020    |
| 11  | O kolik zlevní Pogba a jak moc kluby Premier League ušetří, když své zaměstnance hodí přes palubu? | Jiří Hošek    | Jaromír Bosák, Luděk Mádl                | 30 min | 9. dubna 2020      |
| 12  | Co zavedl v Anglii Wenger a je rekordman Rooney střelec od přírody?                                | Jiří Hošek    | Karel Häring, Jindřich Šídlo             | 26 min | 20. dubna 2020     |
| 13  | Ashley se fandům Newcastlu nelíbil. Nový majitel nabízí miliardy i popravy                         | Jiří Hošek    | Jaromír Bosák, Luděk Mádl                | 26 min | 28. dubna 2020     |
| 14  | Premier League za zavřenými dveřmi? Možná i realita příští sezóny                                  | Jiří Hošek    | Karel Häring, Jindřich Šídlo             | 31 min | 4. května 2020     |
| 15  | Známe výši předběžného účtu za nedohrání Premier League                                            | Jiří Hošek    | Karel Häring, Luděk Mádl                 | 38 min | 12. května 2020    |
| 16  | Dycky Sunderland, nebo rajský plyn? Jak přežít období bez fotbalu                                  | Jiří Hošek    | Jaromír Bosák, Jindřich Šídlo            | 28 min | 19. května 2020    |
| 17  | Posun Eura o rok může anglické reprezentaci jenom prospět                                          | Jiří Hošek    | Karel Häring, Luděk Mádl                 | 31 min | 26. května 2020    |
| 18  | Ještě že mu zbyl Liverpool. Mnozí slávisti přešlápli a pustili se do Šmicera                       | Jiří Hošek    | Jaromír Bosák, Luděk Mádl                | 27 min | 2. května 2020     |
| 19  | Black Lives Matter a anglický fotbal: Jediná nemoc, se kterou teď bojujeme, je rasismus.           | Jiří Hošek    | Karel Häring, Jindřich Šídlo             | 28 min | 9. června 2020     |
| 20  | Udrží se Součkův klub a kdo má pod dresem korzet? Premier League je zpět                           | Jiří Hošek    | Jindřich Šídlo, Martin Vait              | 33 min | 16. června 2020    |
| 21  | David Luiz si nejspíš spletl století. A flinkům z Arsenalu už není pomoci                          | Jiří Hošek    | Karel Häring, Luděk Mádl                 | 32 min | 23. června 2020    |
| 22  | Liverpoolský speciál. Klopp má našlápnuto k soše před Anfieldem                                    | Jiří Hošek    | Karel Häring, Miloš Pokorný              | 36 min | 30. června 2020    |
| 23  | Tomáš Souček v Premier League boduje. Další skoky z Anglie do Slavie a zpět by mu neprospěly       | Jaromír Bosák | Luděk Mádl, Martin Vait                  | 33 min | 7. července 2020   |
| 24  | Malý rasista v šoku, omilostnění Citizens v klidu a Mourinho v euforii                             | Jaromír Bosák | Karel Häring, Luděk Mádl                 | 30 min | 14. července 2020  |
| 25  | „Blázen“ Bielsa vrátil Leeds na výsluní taktikou i sbíráním odpadků                                | Jiří Hošek    | Jaromír Bosák, Luděk Mádl                | 34 min | 21. července 2020  |
| 26  | Ostuda jménem Özil nebo pochybný VAR. Angličan nekompromisně bilancuje                             | Jiří Hošek    | Karel Häring, Jindřich Šídlo             | 38 min | 28. července 2020  |
| 27  | Slávisté jsou v Anglii v kurzu. A postup může slavit i Žambůrek                                    | Jaromír Bosák | Luděk Mádl, Jindřich Šídlo               | 30 min | 4. srpna 2020      |
| 28  | Mourinho jako Gorbačov. A čeká Premier League období nudy?                                         | Jiří Hošek    | Karel Häring, Martin Vait                | 55 min | 11. srpna 2020     |
| 29  | Připsali jsme tam West Hamu pár set tisíc eur, prozradil Nezmar k Součkovi                         | Jiří Hošek    | Jan Nezmar                               | 36 min | 18. srpna 2020     |
| 30  | Z miliardářské soutěže se může stát Liga stěrů, testů a kontumací                                  | Jiří Hošek    | Karel Häring, Luděk Mádl                 | 38 min | 25. srpna 2020     |
| 31  | Lepší pozdě než nikdy. Anglická liga touží po poslední superstar                                   | Jiří Hošek    | Jaromír Bosák                            | 37 min | 1. září 2020       |
| 32  | Kuchařka i jazykové okénko. V čem bude nový ročník Premier League jiný?                            | Jiří Hošek    | Karel Häring, Jindřich Šídlo             | 45 min | 8. září 2020       |
| 33  | První zápasy nové sezóny: líní Spurs i nejlepší fotbal covidové éry                                | Jiří Hošek    | Jaromír Bosák, Luděk Mádl                | 39 min | 15. září 2020      |
| 34  | Kepa v brance. Chybující 2 miliardy korun, které se nikdy nevrátí                                  | Jiří Hošek    | Karel Häring, Martin Vait                | 34 min | 22. září 2020      |
| 35  | Molekula lásky k fotbalu a Tottenham jako chemický prvek. Angličan se speciálním hostem            | Jiří Hošek    | Michael Londesborough                    | 48 min | 29. září 2020      |
| 36  | Nejbláznivější den v dějinách Premier League, maskot na dlažbě a komunistický Cafú                 | Jiří Hošek    | Karel Häring, Luděk Mádl                 | 40 min | 6. října 2020      |
| 37  | Čeká Premier League revoluce? Radikální návrh změn vzbudil poprask                                 | Jiří Hošek    | Jaromír Bosák, Jindřich Šídlo            | 40 min | 13. října 2020     |
| 38  | Nepotrestaný faul, který přepsal prognózy na celou sezonu Premier League                           | Jiří Hošek    | Karel Häring, Luděk Staněk               | 56 min | 20. října 2020     |
| 39  | Ex-slávisté v Anglii dál září. Coufal strčil do kapsy i Sterlinga                                  | Jiří Hošek    | Jaromír Bosák, Luděk Mádl                | 54 min | 27. října 2020     |
| 40  | Speciál: Kauza Roman Berbr. Jak se z ní český fotbal může vzpamatovat?                             | Jiří Hošek    | Jaromír Bosák, Luděk Mádl                | 51 min | 31. října 2020     |
| 41  | Fotbal v Anglii nezastaví ani lockdown. Ale zadarmo to není                                        | Jiří Hošek    | Karel Häring, Martin Vait                | 55 min | 3. listopadu 2020  |
| 42  | Říkal si Hurikán: Z Arsenalu ho vyhodili pro obezitu, teď útočí na střelecké rekordy               | Jiří Hošek    | Jindřich Šídlo, Karel Tvaroh             | 58 min | 10. listopadu 2020 |
| 43  | Lazaret jménem Premier League. Nemoci a zranění decimují (nejen) Liverpool                         | Jiří Hošek    | Jaromír Bosák, Luděk Mádl                | 56 min | 17. listopadu 2020 |
| 44  | Nová smlouva s příchutí pochybností. Má Guardiola City ještě co nabídnout?                         | Jiří Hošek    | Karel Häring, Martin Vait                | 71 min | 24. listopadu 2020 |
| 45  | Další vážné zranění, nejapné oslavy gólů a moderátor, kterému projde víc než vám                   | Jiří Hošek    | Miloš Pokorný, Jindřich Šídlo            | 58 min | 1. prosince 2020   |
| 46  | Kudy běží zajíc nejrychleji? Premier League řečí čísel                                             | Jiří Hošek    | Jakub Dobiáš, Luděk Mádl                 | 58 min | 8. prosince 2020   |
| 47  | Čech znovu v bráně, co je nejhorší na PL a jak nebýt na fotbale (ani jinde) rasistou               | Jiří Hošek    | Luděk Staněk, Karel Tvaroh               | 63 min | 15. prosince 2020  |
| 48  | Berbr Files: Speciál podcastu Angličan o šikmých plochách českého fotbalu                          | Jiří Hošek    | Jaromír Bosák, Luděk Mádl                | 74 min | 17. prosince 2020  |
| 49  | Míč mezi zákopy a brankář v mlze. Tradice vánočního fotbalu v Anglii                               | Jiří Hošek    | Karel Häring, Martin Vait                | 75 min | 22. prosince 2020  |
| 50  | Pumlíč, nebo meruna? Těžký život fotbalových komentátorů                                           | Jiří Hošek    | Jaromír Bosák, Matúš Lukáč               | 68 min | 29. prosince 2020  |
| 51  | Fotbalovou Anglii dobývá český bramborový salát. Za půl miliardy                                   | Jiří Hošek    | Karel Häring, Michal Krčmář              | 69 min | 5. ledna 2021      |
| 52  | FA Cup stále kouzlí fotbalové pohádky. Stačí zapnout fén a varnou konvici                          | Jiří Hošek    | Mikoláš Tuček, Karel Tvaroh              | 64 min | 12. ledna 2021     |
| 53  | Vladimír Coufal: Fotbalisti jsou v Anglii hned za královnou                                        | Jiří Hošek    | Vladimír Coufal                          | 51 min | 19. ledna 2021     |
| 54  | Loučení s Lampardem. Měl ještě v Chelsea dostat šanci?                                             | Jiří Hošek    | Karel Häring, Martin Vait                | 69 min | 26. ledna 2021     |
| 55  | Co dělat, když chybí hvězda? Spurs jsou závislí na Kaneovi a Mourinho si s tím neumí poradit       | Jiří Hošek    | Jaromír Bosák, Luděk Mádl                | 61 min | 2. února 2021      |
| 56  | Čeští fotbalisti jsou v Anglii bráni jako pozitivní vzory, říká velvyslanec v Londýně              | Jiří Hošek    | Libor Sečka, Jindřich Šídlo              | 57 min | 9. února 2021      |
| 57  | Trpišovský: Proti Leicesteru může rozhodnout i kvalita trávníku                                    | Jiří Hošek    | Jindřich Trpišovský                      | 32 min | 13. února 2021     |
| 58  | Co hráči řeknou jenom klubovému knězi a kolik dluží Richard III. Leicesteru za parkování           | Jiří Hošek    | Luděk Staněk, Karel Tvaroh               | 61 min | 16. února 2021     |
| 59  | Jak se jmenuje kříženec Terminátora a Chucka Norrise? Tomáš Souček                                 | Jiří Hošek    | Karel Häring, Martin Vait                | 69 min | 23. února 2021     |
| 60  | Co s beztrestností rozhodčích? A kdo jsou nejlepší gólmani Premier League?                         | Jiří Hošek    | Václav Hladký, Mikoláš Tuček             | 78 min | 2. března 2021     |
| 61  | Gerrard dovedl Rangers ze dna zpět na vrchol. Sestřelí i Slavii?                                   | Jiří Hošek    | Jaromír Bosák, Milan Mikulka             | 74 min | 9. března 2021     |
| 62  | Mourinho nezvládl severolondýnské derby takticky ani psychologicky                                 | Jiří Hošek    | Matúš Lukáč, Petr Svěcený                | 60 min | 16. března 2021    |
| 63  | Trpišovský bude ve Slavii ještě roky, tvrdí jeho agent                                             | Jiří Hošek    | Jiří Müller                              | 46 min | 20. března 2021    |
| 64  | Krvavá bitva na Ibroxu mezi Slavií a Rangers měla svou pražskou předehru                           | Jiří Hošek    | Luděk Mádl, Karel Tvaroh                 | 63 min | 23. března 2021    |
| 65  | Připomíná to dobu před Eurem 96. Stojí česká reprezentace před úspěchem?                           | Jiří Hošek    | Karel Häring, Martin Vait                | 66 min | 30. března 2021    |
| 66  | Co je to Slavia? My jsme Arsenal! Gunners můžou Pražany podcenit                                   | Jiří Hošek    | Luděk Mádl, Jindřich Šídlo               | 54 min | 6. dubna 2021      |
| 67  | Trenér brankářů Slavie: Ondřej Kolář může do boje s Arsenalem nastoupit                            | Jiří Hošek    | Radek Černý                              | 33 min | 8. dubna 2021      |
| 68  | Klečet, nebo neklečet? Boj s rasismem ve fotbale hledá další směr                                  | Jiří Hošek    | Luděk Staněk, Mikoláš Tuček              | 67 min | 13. dubna 2021     |
| 69  | Liga hamižných. Projekt Evropské Superligy budí vášnivé reakce                                     | Jiří Hošek    | Karel Häring, Karel Tvaroh               | 61 min | 20. dubna 2021     |
| 70  | Anglický fotbal vytáhl proti kyberšikaně. Naordinuje si digitální detox                            | Jiří Hošek    | Jaromír Bosák, Martin Vait               | 67 min | 27. dubna 2021     |
| 71  | Kauza Kúdela? Jedna z největších životních nespravedlností, říká Tvrdík                            | Jiří Hošek    | Jaroslav Tvrdík                          | 47 min | 1. května 2021     |
| 72  | Fandové na trávníku Old Trafford: chuligáni, nebo revolucionáři?                                   | Jiří Hošek    | Karel Häring, Jindřich Šídlo             | 57 min | 4. května 2021     |
| 73  | Zapomíná se na to nejdůležitější u fotbalu, a to jsou fanoušci, říká Trpišovský                    | Jiří Hošek    | Jindřich Trpišovský                      | 39 min | 8. května 2021     |
| 74  | Nejlepší (a nejhorší) trenéři v Premier League. Síň slávy podle Angličana                          | Jiří Hošek    | Mikoláš Tuček, Karel Tvaroh              | 58 min | 11. května 2021    |
| 75  | Fotbal je jen jeden. Ale rozhodčí by mohli být dva, navrhuje Angličan                              | Jiří Hošek    | Blanka Pěničková, Luděk Staněk           | 67 min | 18. května 2021    |
| 76  | Bilance sezony: Nejlepší hráči a trenéři, silné příběhy i zklamání                                 | Jiří Hošek    | Karel Häring, Martin Vait                | 68 min | 25. května 2021    |
| 77  | Fousek, nebo Poborský? Nový předseda FAČR sám nic nespasí                                          | Jiří Hošek    | Jaromír Bosák, Luděk Mádl                | 52 min | 29. května 2021    |
| 78  | Guardiolova noční můra. Chelsea vyfoukla Citizens nejslavnější trofej                              | Jaromír Bosák | Tomáš Egert, Karel Tvaroh                | 70 min | 1. června 2021     |
| 79  | Ženský fotbal je na vzestupu a v Anglii to vědí, říká nejlepší česká fotbalistka                   | Jiří Hošek    | Kateřina Svitková                        | 49 min | 8. června 2021     |
| 80  | Schickův rohlíček a Eriksenův kolaps. To nejlepší i nejhorší z úvodu EURA                          | Jiří Hošek    | Luděk Mádl, Karel Tvaroh                 | 49 min | 15. června 2021    |
| 81  | Budou Anglie a Česko ve Wembley taktizovat? Angličan říká, že ne                                   | Jiří Hošek    | Luděk Staněk, Karel Tvaroh               | 41 min | 21. června 2021    |
| 82  | Češi vymazali palebnou sílu Nizozemců, semknuté Dánsko nás může uštvat                             | Karel Tvaroh  | Karel Häring, Martin Vait                | 49 min | 29. června 2021    |
| 83  | To se nemělo stát. Václav Havel ve Wembley považoval Bergera za Němce                              | Jiří Hošek    | Ladislav Špaček                          | 16 min | 6. července 2021   |
| 84  | Sterlingův pád, mlčící Lineker i bučící fanoušci. Proč jsme přestali fandit Anglii?                | Jaromír Bosák | Jakub Podaný, Miloš Pokorný              | 64 min | 13. července 2021  |
| 85  | Reakce na řádění výtržníků ve Wembley a spor o Občana Kanea                                        | Jiří Hošek    | Karel Häring, Karel Tvaroh               | 64 min | 20. července 2021  |
| 86  | Tlustší čára na monitoru, ofsajd v podpaží. Fotbalová Anglie se učí nová pravidla                  | Jiří Hošek    | Jaromír Bosák, Luděk Mádl                | 52 min | 27. července 2021  |
| 87  | Co bude s Kanem? A co s hlavičkami? A už hrajete Fantasy Premier League s Angličanem?              | Jiří Hošek    | Luděk Staněk, Karel Tvaroh               | 59 min | 3. srpna 2021      |
| 88  | Startuje nový ročník Premier League. Angličan ví, co ho rozhodne!                                  | Jiří Hošek    | Karel Häring, Martin Vait                | 71 min | 10. srpna 2021     |
| 89  | Rosický: Nechceme být odkázaní na majitele, který jednou ročně zalepí velkou díru                  | Jiří Hošek    | Tomáš Rosický                            | 47 min | 15. srpna 2021     |
| 90  | Máte škraloup a potřebujete vyprat špinavé peníze? Kupte slavný fotbalový klub                     | Jiří Hošek    | Jindřich Šídlo, Mikoláš Tuček            | 58 min | 17. srpna 2021     |
| 91  | Noční můra pro obránce. Lukaku dozrál a pořád se zlepšuje                                          | Jaromír Bosák | Karel Häring, Luděk Mádl                 | 48 min | 24. srpna 2021     |
| 92  | První půlrok v Liverpoolu jsem s nikým nemluvil, přiznal Šmicer na Pivu s Angličanem               | Jiří Hošek    | Häring, Mádl, Šídlo, Šmicer, Tuček, Vait | 73 min | 31. srpna 2021     |
| 93  | Ronaldo zpět v Manchesteru United: geniální tah Rudých ďáblů, nebo hazard?                         | Jiří Hošek    | Jaromír Bosák, Lukáš Vácha               | 62 min | 7. září 2021       |
| 94  | Benevolence při posuzování faulů prospívá plynulosti. Za cenu rizika pro hráče                     | Karel Tvaroh  | Karel Häring, Martin Vait                | 66 min | 14. září 2021      |
| 95  | Česká brankářská tradice v Anglii. Proč čeští gólmani na ostrovech bodují?                         | Jaromír Bosák | Luděk Mádl, Jakub Podaný                 | 65 min | 21. září 2021      |
| 96  | Jak to chodí v Chelsea? Petr Čech exkluzivně v podcastu Angličan                                   | Jiří Hošek    | Petr Čech                                | 73 min | 28. září 2021      |
| 97  | Proč se tak málo hráčů Premier League nechalo naočkovat proti covidu?                              | Jiří Hošek    | Martin Minha, Karel Tvaroh               | 61 min | 5. října 2021      |
| 98  | Skalák: Když jsem dal v Anglii první gól, fanoušek mi chtěl líbat nohu                             | Jiří Hošek    | Karel Häring, Roman Kovařík, Jiří Skalák | 61 min | 7. října 2021      |
| 99  | Vyprovokovat se od Velšanů určitě nenecháme, slíbili Vydra se Součkem                              | Jiří Hošek    | Karel Häring, Tomáš Souček, Matěj Vydra  | 47 min | 8. října 2021      |
| 100 | Fanoušci Newcastlu slaví konec Ashleyho éry, ale i noví majitelé budí vášně                        | Jiří Hošek    | Karel Häring, Martin Vait                | 66 min | 12. října 2021     |